# Saints Christophe, Roch et Sébastien
Les Saints Christophe, Roch et Sébastien est une peinture à l'huile toile de Lorenzo Lotto, réalisée aux environs de 1534 autrefois conservée au musée pontifical de la Sainte Maison de Lorette après avoir été retirée de la Basilique de la Sainte Maison et remise dans la Basilique à l'occasion du Jubilé 2020-2021.

## Histoire
La représentation associée des saints Roch et Sébastien suggère que le retable a été commandé comme une œuvre professionnelle avec une demande de guérison de la peste. Saint Roch se situe précisément par ses attributs en montrant le furoncle de l'épidémie dont il s'était remis. Certains raccourcis admettent que la basilique de la Sainte Maison a été construite à l’origine pour lutter contre l’épidémie.
Le tableau a été décrit par Giorgio Vasari comme étant présent dans la deuxième chapelle à gauche de la basilique, chapelle dédiée aux saints Dominique et Augustin. Vasari a indiqué par erreur que l'œuvre était sur bois et non sur toile. En observant la représentation de Saint Roch, on peut supposer qu'il s'agit d'une commande papale, comme l'indiquent les doubles clés placées sur le capuchon du saint et la présence de l'artiste à Rome pendant une certaine période. Le saint porte sur son manteau un petit serpent, symbole que l'on peut faire remonter à Esculape et qui fait référence à sa guérison grâce à la médecine.
Le critique Bernard Berenson a indiqué la date de 1535 en comparant l'œuvre avec le retable romain de San Fermo conservé dans une collection privée. Cependant, la proximité des deux représentations de saint Christophe et de saint Sébastien dans les toiles de 1531 conservées à Berlin conduit à envisager une datation différente,. Même les dessins préparatoires conservés dans les musées municipaux permettraient de le dater plus tôt, à savoir en 1531. L'œuvre a ensuite été déplacée durant la restauration de la basilique au XIXe siècle.
Le tableau fut restauré en 1882, par Giuseppe Missaghi, suite à des dommages causés par le temps. La figure de saint Sébastien était particulièrement endommagée. En 1956, les œuvres de Lorenzo Lotto ont été étudiées et restaurées par les musées du Vatican et ont subi un nouveau nettoyage. En 1972, l'œuvre a fait l'objet d'un grand nettoyage, ainsi qu'en 1981 et 2010, toujours par les musées du Vatican, avec l'œuvre de Rosanna Giardina.

## Description
Le tableau, de relatives grandes dimensions, 275 × 240 cm, conserve la signature de l'auteur, et sa représentation frappe particulièrement l'observateur. L'image de Saint Christophe placée au centre domine la scène, à tel point qu'elle apparaît complètement hors d'échelle par rapport aux espaces et à la composition pyramidale du tableau. L’observateur a le sentiment que le saint pourrait même s’échapper de la toile. Aussi, saint Christophe apparaît-il disproportionné, très grand et gras. L'artiste reprend ensuite la légende du saint qui devait être un homme très grand et grossier qui voulait transporter le roi le plus important du monde, pour cette raison il a passé sa vie à transporter des gens d'une rive à l'autre d'un fleuve et quand il a porté l'Enfant sur ses épaules il s'est rendu compte qu'il était le véritable roi du monde : l'Enfant Jésus, une légende racontée par Jacques de Voragine dans la La Légende dorée. D'où son désir de se convertir, de se faire baptiser et de prendre le nouveau nom de Christophe « celui qui porte le Christ ».
On pourrait supposer que les images des saints Roch et Sébastien étaient au contraire représentées beaucoup plus petites, mais la côte maritime, qui est peinte à leurs pieds, semble pencher vers la représentation correcte des deux personnages, conduisant plutôt à une très grande représentation de saint Christophe. La plage serait identifiée comme le promontoire du Mont Conero.
Le saint a toujours été représenté comme très grand, exactement comme indiqué dans la légende, ce qui l'a conduit à être indiqué comme le protecteur de la mort subite. Il semble que quiconque voyait son image était sauvé de la mort qui survenait soudainement sans lui laisser le temps de recevoir la confession et le pardon. Pour cette raison, sa représentation sur les façades des églises et des bâtiments était présentée très grande afin qu'elle puisse être vue de loin. En fait, dans certaines représentations, son image semble toujours sortir des sentiers battus. Lorenzo Lotto, qui était un artiste particulièrement doué, le représente en train d'atteindre le rivage, où l'attendent les deux saints thaumaturges. Le saint tourne son regard vers le petit Enfant qu'il porte sur ses épaules et qui fait le geste de bénédiction, et c'est précisément le moment où le géant reconnaît dans ce petit le véritable roi du monde.  Saint Sébastien est représenté avec un visage jeune, attaché à un tronc d'arbre et percé de flèches dans la représentation classique. Au milieu se trouve un cartouche avec la signature de l'artiste.
Le tableau dans son ensemble peut évoquer la représentation de la statue du Laocoon dont les serpents seraient transformés en bâton et dont l'artiste tenait un modèle en cire.

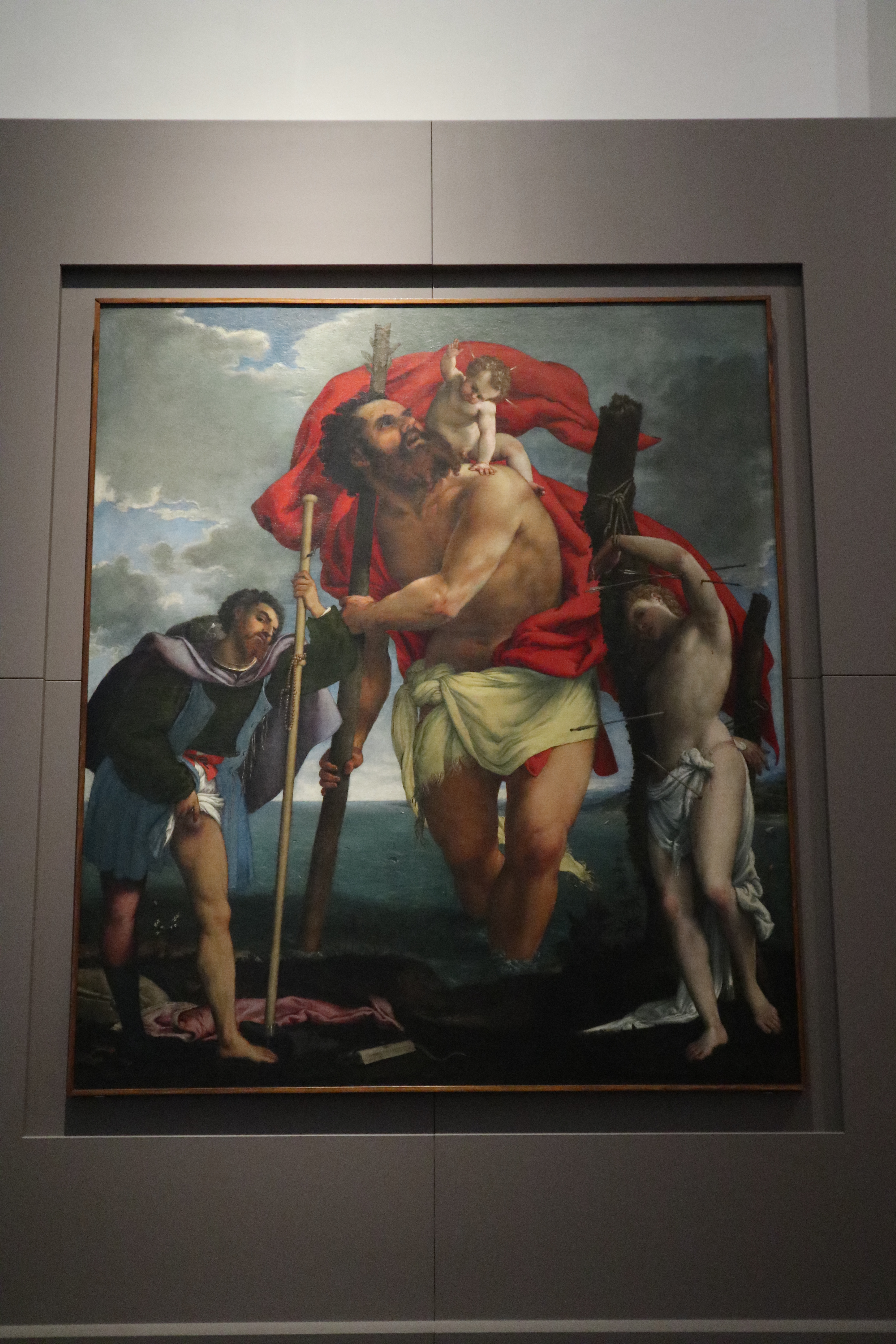
La toile dans son nouvel encadrement au sein de la basilique.
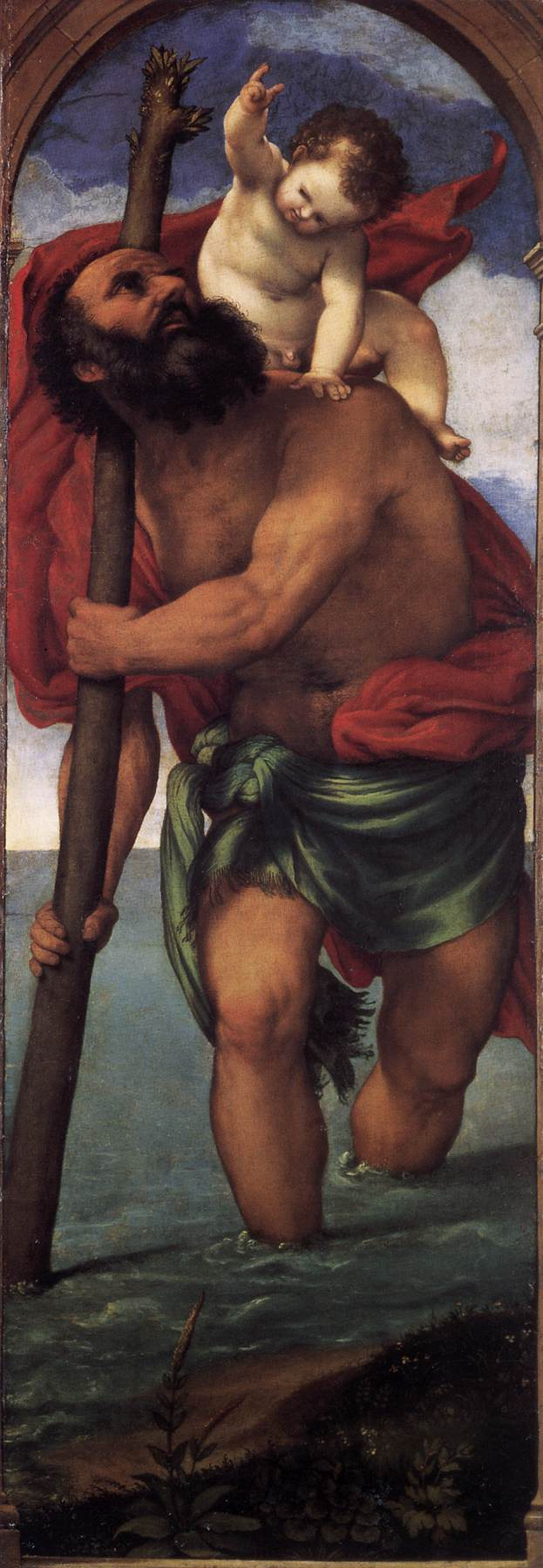
Le Saint Christophe de Berlin.